# Tranquility (ISS)
Tranquility (på svenska Stillhet) är en amerikansk trycksatt servicemodul på den internationella rymdstationen ISS, som sändes upp den 8 februari 2010 med STS-130. Observationsmodulen Cupola från ESA med sju fönster sändes upp med samma rymdfärd.

## NamnetTranquility/Node 3
Modulen kallades från början, och ibland fortfarande, Node 3. NASA anordnade på Internet en omröstning om ett alternativt namn där man kunde rösta bland fyra förslag från NASA: Earthrise, Legacy, Serenity och Venture. Man kunde dessutom rösta på ett eget eller andras, annat namnförslag. Komikern Stephen Colbert lyckades genom sitt TV-program The Colbert Report få Colbert föreslaget som namn och röstat på av så många att det vann. Bland NASA:s förslag fick Serenity flest röster (70 %), före Legacy (13 %). Eftersom omröstningen bara hade haft status av rådfrågande och NASA i princip aldrig väljer namn efter levande personer valdes ett annat namn. Då det var fyrtio år sedan Apollo 11 landade i Sea of Tranquility (Stillhetens hav) på månen som omröstningen hölls, valdes Tranquility som var ett annat av namnförslagen.

## C.O.L.B.E.R.T.
Combined Operational Load Bearing External Resistance Treadmill, eller C.O.L.B.E.R.T. är en träningsmaskin för löpning, ombord på Tranquility som levererades till ISS i september 2009 med STS-128. Den installerades tillfälligt på en plats i Harmony eftersom Tranquility då ännu inte var i omloppsbana.

## Anslutningar
Tranquility har sex anslutningar: för, akter (bakifrån), styrbord (högerifrån), babord (vänsterifrån), zenit (ovanpå) och nadir (under). Alla är av typen Common Berthing Mechanism.
- För: Leonardo
- Akter: Bigelow Expandable Activity Module
- Styrbord: Unity
- Babord: Bishop Airlock
- Zenit: Ledigt
- Nadir: Cupola

## Dimensioner och vikt
- Diameter: 4,48 m
- Längd: 6,706 m
- Vikt: 19 000 kg

## Dockningar
| Farkost / Modul | Port     | Dockning (UTC)          | Urdockning (UTC)        |
| --------------- | -------- | ----------------------- | ----------------------- |
| Unity           | Styrbord | 12 februari 2010, 06:20 |                         |
| Cupola          | Babord   |                         | 15 februari 2010, 05:24 |
| Cupola          | Nadir    | 15 februari 2010, 06:32 |                         |
| PMA-3           | Babord   | 16 februari 2010        | 27 mars 2017            |
| Leonardo (PMM)  | För      | 27 maj 2015, 13:08      |                         |
| BEAM            | Akter    | 16 april 2016, 09:36    |                         |
| Bishop Airlock  | Babord   | 19 december 2020        |                         |